# Zygmunt Wielopolski (1863–1919)
Zygmunt Maria Filip Ludwik Jakub Wielopolski hrabia herbu Starykoń (ur. 2 maja 1863, zm. 17 czerwca 1919 w Warszawie) – polski polityk konserwatywny, zwolennik orientacji prorosyjskiej, kamerjunkier od 1897, a koniuszy dworu rosyjskiego w 1903, prezes Komitetu Narodowego Polskiego w Warszawie.
Studiował prawo na Uniwersytecie Jagiellońskim. Włączono go do zarządu tworzonego w 1886 Towarzystwa Akcyjnego Wielkich Pieców i Zakładów Ostrowieckich.  Wszedł do zarządu polsko-rosyjskiego Towarzystwa Akcyjnego Fabryki Maszyn w Jekaterynosławiu. Inwestował także w rozwój zakładów przemysłowych w swych dobrach: w fabrykę cukru i rafinerię  w Częstocicach oraz tartak w Kuźni i młyn wodny w Ostrowcu. Od 1905 prezes Stronnictwa Polityki Realnej. W 1910 Zygmunt wszedł do Rady Państwa w wyniku wyborów uzyskując fotel wiceprezesa Koła Polskiego. Ponownie został wybrany w 1912. W latach 1914–1915 był prezesem Komitetu Narodowego Polskiego w Warszawie, grupującego prorosyjskich polityków endecji. Działał także w organizacjach  dobroczynnych, niosących pomoc ofiarom wojny: był prezesem Towarzystwa Pomocy Rodzinom Rezerwistów Polskich i Ubogiej Ludności Polskiej w Petersburgu. W odpowiedzi na deklarację wodza naczelnego wojsk rosyjskich wielkiego księcia Mikołaja Mikołajewicza Romanowa z 14 sierpnia 1914 roku, podpisał telegram dziękczynny, głoszący m.in., że krew synów Polski, przelana łącznie z krwią synów Rosyi w walce ze wspólnym wrogiem, stanie się największą rękojmią nowego życia w pokoju i przyjaźni dwóch narodów słowiańskich.
W 1915 opuścił ziemie polskie, kontynuował działalność w Petersburgu. Był członkiem Centralnego Komitetu Obywatelskiego Królestwa Polskiego w Rosji w 1915 roku.	W 1917 wszedł do utworzonej w Rosji Rady Polskiej Zjednoczenia Międzypartyjnego. W marcu 1919  Ministerstwo Spraw Zagranicznych zwróciło się do hrabiego z prośbą o przewodniczenie komitetowi obywatelskiemu, podejmującemu Komisję Międzysojuszniczą dla Polski, z Josephem Noulensem. Jego duże doświadczenie dyplomatyczne było powodem nominacji na posła RP w Londynie, nie zdążył jednak podjąć się misji, gdyż zmarł nagle w Warszawie. Został pochowany na cmentarzu Powązkowskim w Warszawie (kwatera 20-3/4-26).

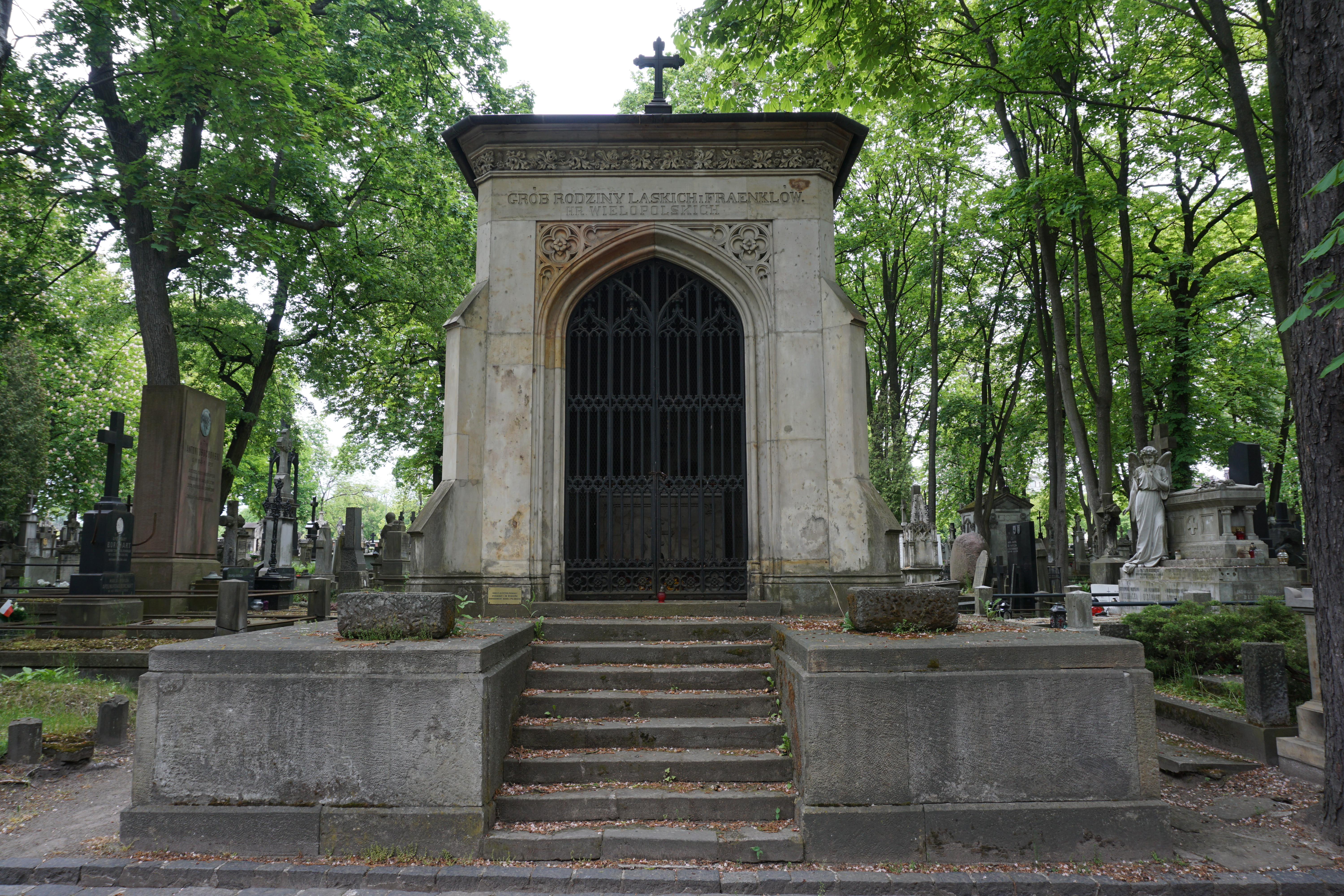
Grób Samuela Fraenkla i Zygmunta Wielopolskiego na cmentarzu Powązkowskim

Żonaty od 29 kwietnia 1885 z Marią Laski (ur. 1867), córką Władysława Karola Jana Tadeusza Laskiego.